# Atlantoraja
Atlantoraja is een geslacht van kraakbeenvissen uit de familie van de Arhynchobatidae (langstaartroggen).

## Soorten
- Atlantoraja castelnaui (Miranda Ribeiro, 1907)
- Atlantoraja cyclophora (Regan, 1903)
- Atlantoraja platana (Günther, 1880)